# Dragan Tarlać
Dragan Tarlać (Novi Sad, Yugoslavia, 9 de mayo de 1973) es un exjugador de baloncesto con doble nacionalidad, serbia y griega que disputó una temporada en la NBA, y que desarrolló la mayor parte de su carrera en el Olympiacos de la liga de Grecia. Jugó también, además de en su país, en la liga ACB y en la liga rusa. Con 2,11 metros de altura, lo hacía en la posición de pívot.

## Trayectoria deportiva

### Europa
Comenzó a jugar en las categorías inferiores del equipo de su ciudad, el KK Vojvodina, de donde pasó con 17 años al Estrella Roja de Belgrado. Allí permaneció dos temporadas hasta que en 1992 fichó por el Olympiacos de la liga griega. En aquel equipo conseguiría ganar la liga de su país durante cinco temporadas consecutivas, entre 1993 y 1997, y alzar también dos Copas de Grecia en 1994 y 1997. Pero su mayor éxito fue la consecución en 1997 de la Copa de Europa, tras derrotar en la final al F. C. Barcelona por 73 a 58.

### NBA
Fue elegido en la trigésimo primera posición del Draft de la NBA de 1995 por Chicago Bulls, pero no fue hasta la temporada 2000-01 cuando firmó por el equipo por un año, a cambio de un millón y medio de dólares. En su única temporada en la liga norteamericana se tuvo que conformar con ser el suplente de Brad Miller, promediando unos escasos 2,4 puntos y 2,8 rebotes por partido.

### Regreso a Europa
Tras su fallida temporada americana, regresa a Europa, fichando por el Real Madrid de Sergio Scariolo por 300 millones de pesetas y tres temporadas. Su rendimiento en el equipo blanco no fue del todo malo, promedindo 8,6 puntos y 5,2 rebotes por partido, pero no terminó de ser el gran jugador que se esperaba, por lo que tras dos temporadas el club y el jugador rompieron el contrato de mutuo acuerdo.
Jugó una temporada más como profesional en el CSKA Moscú de la liga rusa, en la que promedió 6,8 puntos y 3,5 rebotes, ganando la competición nacional.

### Selección nacional
Con la Selección de baloncesto de Yugoslavia disputó dos Campeonatos de Europa, logrando la medalla de bronce en los disputados en Francia en 1999, y la medalla de oro en los de Turquía 2001.

## Estadísticas de su carrera en la NBA

### Temporada regular
| Temp.   | Edad | Equipo  | Liga | P  | TIT | MIN  | TC  | TCA | %TC  | 3P  | 3PA | %3P | TL  | TLA | %TL  | R.OF. | R.DEF. | REB | ASIS | ROB | TAP | PER | FP  | PTS |
| 2000-01 | 27   | Chicago | NBA  | 43 | 12  | 13.9 | 0.9 | 2.3 | .394 | 0.0 | 0.0 |     | 0.6 | 0.8 | .758 | 0.9   | 2.0    | 2.8 | 0.7  | 0.2 | 0.4 | 0.9 | 2.2 | 2.4 |
| Total   |      |         | NBA  | 43 | 12  | 13.9 | 0.9 | 2.3 | .394 | 0.0 | 0.0 |     | 0.6 | 0.8 | .758 | 0.9   | 2.0    | 2.8 | 0.7  | 0.2 | 0.4 | 0.9 | 2.2 | 2.4 |